# Prionochilus
Prionochilus és un gènere d'ocells de la família dels diceids (Dicaeidae).

## Taxonomia
Segons la classificació del Congrés Ornitològic Internacional (versió 15.1, 2025), aquest gènere conté 5 espècies:
- Picaflors tacat (Prionochilus maculatus Temminck, 1836)
- Picaflors de cor sagnant (Prionochilus percussus Temminck, 1826)
- Picaflors de Palawan (Prionochilus plateni Blasius, W, 1888)
- Picaflors de carpó groc (Prionochilus xanthopygius Salvadori, 1868)
- Picaflors de pit escarlata (Prionochilus thoracicus Temminck, 1836)